# Прокофьев, Сергей Иванович
Серге́й Ива́нович Проко́фьев (1890—1944) — советский театральный актёр, режиссёр, драматург и литератор. Основатель и главный режиссёр Театра имени Моссовета (1923—1925).

## Биография
Родился в 1890 году. В 1911 году окончил Петербургское театральное училище по классу А. И. Долинова; его соучениками были П. И. Лешков, К. М. Миклашевский, Н. В. Смолич.
С 1911 года играл в театрах города Иркутска. В 1912 году, в созданном актрисой-любительницей З. Н. Пестриковой Иркутском народном театре, организовал студию, где занимался с иркутской молодёжью. Театр существовал немногим более пяти лет.
После 1917 года оставался в Иркутске: с 31 мая по 24 июня 1918 года в Городском театре им было поставлено пять оперных спектаклей, в том числе «Евгений Онегин» П. И. Чайковского и «Демон» А. Г. Рубинштейна. После установления в Иркутске Советской власти был назначен комиссаром по делам театра.
В 1922 году Прокофьев с небольшой группой актёров приехал в Москву и при поддержке отдела культуры Московского губернского совета профсоюзов (МГСПС) создал передвижную бригаду из девяти человек для выступлений в профсоюзных клубах. Через некоторое время в эту бригаду вошли московские актёры, в том числе популярный характерный комик А. М. Дорошевич из Теревсата.
Первым и поначалу единственным спектаклем вновь образованной труппы стала философская драма Леонида Андреева «Савва» (ноябрь 1922 года), которую Прокофьев сообразно текущему моменту поставил в духе антирелигиозной агитации. Пьесу показывали как в районных рабочих клубах, так и на центральной профсоюзной площадке — в Колонном зале Дома Союзов. Представление зачастую предварялось лекцией, а завершалось диспутом о религии со зрителями. Этот спектакль-диспут имел большой успех, особенно когда роль мятежного богоборца Саввы играл молодой актёр Малого театра Владимир Освецимский. «Правда» отметила: «Первая постановка подвижной труппы — „Савва“ Л. Андреева прошла в плане антирелигиозной пропаганды (путём речей ораторов и вовлечения аудитории в прения). Спектакль обошёл уже ряд районов и всюду встречен сочувственно рабочими массами… Начинание МГСПС весьма своевременно как с точки зрения коммунистической пропаганды, так и художественного просвещения». Этой же темы революционного театрального творчества С. И. Прокофьев придерживался и в дальнейшей работе. «Театр — единица пропагандистская», — утверждал режиссёр, придерживаясь принципов, насаждаемых идеологом Пролеткульта Платоном Керженцевым. Задаваясь вопросом «Не потерпела ли полную катастрофу идея театрального Октября?», Прокофьев вскоре склонился к утвердительному ответу. Борьбу с театральной рутиной и реакционной идеологией в искусстве, которую вел «левый фронт», он считал необязательной, поскольку и так «мещанский театр сгнил изнутри до основания, и никакие условия не смогут скрыть его ничтожество».
Такой вывод советский театровед Давид Золотницкий назвал опрометчивым, чересчур следующим духу доктрин Керженцева. 

Предаваясь подобным иллюзиям, режиссёр-пропагандист избегал экспериментов, довольствовался набором традиционных средств выразительности. Заботился он прежде всего о подходящей обработке драматургического текста, пребывая в спокойной уверенности, будто идеологически выправленная пьеса сама за себя скажет. Такие ожидания сбывались не всегда. Напротив, тут-то искусы погребенного мещанского театра и подстерегали пропагандистский театр, мстя за недооценку вопросов доходчивости и художественности.— Давид Золотницкий
19 февраля 1923 года Сергей Иванович поставил в теперь уже официально созданном театре МГСПС собственную вольную инсценировку романа «Париж» Эмиля Золя. Эту пьесу Прокофьева в конце 1922 года премировали на Всероссийском конкурсе Наркомпроса. После такой оценки она с успехом шла в театрах пролетарского профиля: в Бакинском театре профсоюзов, Полтавском рабочем театре, Драматическом театре Ленинградского Госнардома (Государственного народного дома имени Карла Либкнехта и Розы Люксембург). В то же время театровед Н. И. Львов посчитал, что она не стала опорным пунктом скромного революционного репертуара тех лет из-за чересчур лобового подхода к теме:.
Такой же агитационный характер имела и поставленная затем Прокофьевым комедия Пьера Бомарше «Севильский цирюльник», которая включала антирелигиозные, антибуржуазные и антинэпманские «междудействия», разыгрываемые на просцениуме перед занавесом и в зале среди публики. «Интермедии Прокофьева, мобильные „летучки сцены“, позволяли обновлять репризы, менять приметы дня. Это, по существу, агитфельетоны на пролетарские темы… Актёры в этих диалогах значительно живее и выразительнее, чем в диалогах пьесы» — приветствовал «междудействия» как самое ценное в спектакле критик С. А. Валерин.
Кроме поста главного режиссёра Сергей Прокофьев занимал также должности ответственного руководителя (отрук) театра и руководителя театрально-художественного бюро МГСПС.
В сентябре 1923 года, после множества прошений к Наркомпросу, труппа переехала в центр Москвы, в бывший Театр Незлобина (тогда Центральный детский театр), с правом на два вечерних спектакля в неделю. Первым на новом месте был показан «Париж», исполненный в 75-й раз. «Юбилейный спектакль прошел с необычайным подъёмом, — сообщал Валерин в „Труде“. — Сильная, яркая, захватывающая, истинно революционная пьеса была принята зрителями с давно невиданной в театрах восторженностью». Сотое представление «Парижа» (2 января 1924 года) вылилось уже в форменное чествование Прокофьева. Вскоре театр получил в своё полное распоряжение здание в Каретном ряду, дом 3 (сад «Эрмитаж»).
Первой премьерой сезона стала «Но́ра» Генрика Ибсена, показанная 19 октября 1923 года. По заявлению Прокофьева, он желал разоблачить «убогую сущность мещанской семьи» во имя борьбы за новый быт. По мнению Давида Золотницкого, «спектакль не разошелся с декларацией. Прямолинейные выпады против буржуазной морали огрубили пьесу, перевели её в обычный план агитки, режиссура же, при всех вмешательствах в текст, работала по старинке». Советский драматург и литературный критик Борис Ромашов оценил постановку «Норы» как провал и отметил: «Случай с „Норой“ был типичен. Заботы об „идеологически выдержанной“ обработке, как её понимал Прокофьев, отодвигали на задний план проблему воплощения, режиссёрского и актёрского… Слабым местом нашего первого [проф]союзного театра является художественно-производственная часть его деятельности. За счёт программно-идеологической стороны, конечно, нельзя игнорировать технику и мастерство спектакля… Театру МГСПС необходимо отрешиться от гастрольной системы и постараться вовлечь в свою органическую работу наиболее ярких мастеров современного театра».
Провалу «Норы» Прокофьев не придал особой важности, его усилия были сосредоточены на новой инсценировке — по «Оводу» Э. Л. Войнич, которая была показана всего неделю спустя. Сергей Иванович дал своей переделке драматическое название: «Праздник крови». Поставил спектакль Е. В. Гурьев.
По мнению Давида Золотницкого, — «„Праздник крови“, при некоторых длиннотах, был значительной работой Театра МГСПС. Агитационные установки режиссёра опирались на возможности романа: революционизирующее воздействие „Овода“ на молодые горячие умы той поры общеизвестно. Антирелигиозные мотивы действия также находили достаточную почву в романе, с его пылкой критикой католицизма. Полюбившиеся Прокофьеву средства мелодрамы почти не портили дела. Пресса приветствовала и эту черту спектакля, претензии вызывала лишь финальная сцена — расстрел героя». Н. Н. Юдин писал, что временами «в зале слышалось рыдание слабонервных женщин», но в целом спектакль «увлекает публику и является чем-то похожим на настоящую революционную репертуарную пьесу». «Яркий, местами потрясающий спектакль», — находил И. И. Анисимов. Молодой тогда актёр и будущий драматург Ю. В. Болотов писал: «Спектакль „Овод“ с первой же картины захватил зрителя. Напряжение росло и вылилось в бурный восторг и такой подъём, какого я давно не видел. Была одержана победа. Зритель уходил потрясённый… Пусть бедно, пусть ещё нет зрелища, пусть молодо… Но в этом мощь, простота, воля. Воля в революции. Пьеса „Овод“ — первая революционная из всех пьес, какие я видел, читал, переиграл сам за эти годы». С 1925 года спектакль стал называться «Овод».
Не случайно постановщиком «Праздника крови» был другой режиссёр, а Прокофьев лишь наблюдал за его подготовкой. К этому времени административные и общественные обязанности, в частности, руководство театрально-художественным бюро МГСПС, выпуск еженедельника культотдела МГСПС «Рабочий зритель», выходившего с 23 декабря 1923 года по 12 мая 1925 года, понемногу отдаляли Прокофьева от режиссёрской работы в возглавляемом им театре.
В феврале 1924 года, когда Театр МГСПС справлял свою первую годовщину, Прокофьев в докладе откровенно изложил исходную задачу: «Не чуждаясь новых исканий, в первую очередь понятность для масс». Театр МГСПС не имел денежной дотации. «Весь путь пройден на хозрасчёте, — докладывал Прокофьев в день годовщины. — Даже в самые тяжёлые минуты театр сознательно не прибегал к субсидиям, считая, что если он действительно отвечает пролетарским запросам, то выживет и без поддержки со стороны, если же нет, то его не спасет никакое финансирование».
Несколько следующих постановок создали у театрального сообщества Москвы впечатление о появлении режиссёрских неурядиц в Театре МГСПС. Принимая репертуарную политику Прокофьева, его «идеологическую обработку» материала, авторитетнейший театральный критик Владимир Блюм сожалел: «Не хватает одного — постановщика, который придал бы эмоциональную остроту „идеям“, всегда довольно неловко и уныло блуждающим по сценическим подмосткам. Без этого нет театра, а есть более или менее содержательные уроки политграмоты». Ему вторил театровед Юрий Соболев: «В театре МГСПС отсутствует режиссёр».
Репутация Сергея Прокофьева стала катастрофически ухудшаться. По свидетельству Давида Золотницкого, Театр МГСПС стал мишенью для остряков: в злободневном ревю «Москва с точки зрения…», которым открылся Театр сатиры, исполнялась комическая сценка — экзамен политграмоты:
— Что такое МГСПС?

— Это такой театр.

— А что значат самые буквы — МГСПС?

— Буквы?.. Это… Гм… Знаю: Московское… государственное… собрание… плохих… спектаклей…
Московская пресса взялась за подсчёты, во что обходится деятельность театра. Сергей Городецкий назвал работу Прокофьева «скверной аферой». Он писал: «МГСПС серьёзно заболел раком. Злокачественная опухоль совершенно задушила здоровую основу театральной работы МГСПС… За право один раз попасть в Большой или Художественный рабочие должны заплатить четырёхкратной высидкой на шедеврах Прокофьева…».
В результате в начале 1925 года С. И. Прокофьев был освобождён от всех должностей в системе МГСПС.

### Рабтемаст
Не считая возможным для себя продолжать работу в Москве, Прокофьев отправился в Красноярск и организовал там на базе театрального коллектива Дома партийного просвещения Группу художественной агитации, существовавшую в 1926—1929 годах как «Рабочая театральная мастерская», сокращенно — Рабтемаст. Уже 11 октября 1925 года спектаклем «Праздник святого Йоргена» новая труппа открыла сезон. Далее последовали «Севильский цирюльник», «Доходное место», «Париж», «Овод».
В 1925 году по ложному или ошибочному обвинению был арестован и помещён в Красноярскую тюрьму, через месяц с небольшим был освобождён. За этот месяц Прокофьев успел поставить силами заключённых спектакль, который они показали на сцене Красноярского городского театра.
В 1926 году труппу лишили помещения — Дом партпросвета передали под кинотеатр. Очередной спектакль — «Горе от ума» А. С. Грибоедова был показан 25 декабря в здании партшколы (бывшей женской гимназии). Однако в партшколе вскоре произошёл пожар, и театр снова остался без помещения.
К осени 1927 года Рабтемаст получил в постоянное пользование помещение железнодорожного клуба имени Карла Либкнехта, где заработала также театральная школа.
Сезон 1927/1928 годов открылся пьесой «Нельзя забыть», затем были показаны прежние работы Рабтемаста. Подводя итоги театрального сезона, газета «Красноярский рабочий» писала: «В клубе Карла Либкнехта театральная молодежь под руководством С. И. Прокофьева творила большое дело. Убивая весь свой досуг, репетируя в невозможных условиях, рабочие актёры создали ряд крепких художественных спектаклей».
Проведя в Красноярске ещё сезон 1928/1929, С. И. Прокофьев вместе с коллективом уехал в Богородск Московской области. Периодически труппа выступала в Москве.
С. И. Прокофьев ушёл из жизни в 1944 году.

## Творчество

### Главные режиссёрские работы
Театр имени Моссовета
- 1922 — «Савва» Леонида Андреева
- 1923 — «Париж» Эмиля Золя
- 1923 — «Севильский цирюльник» Пьера Бомарше
- 1923 — «Но́ра» Генрика Ибсена